# Alonso de Mercadillo

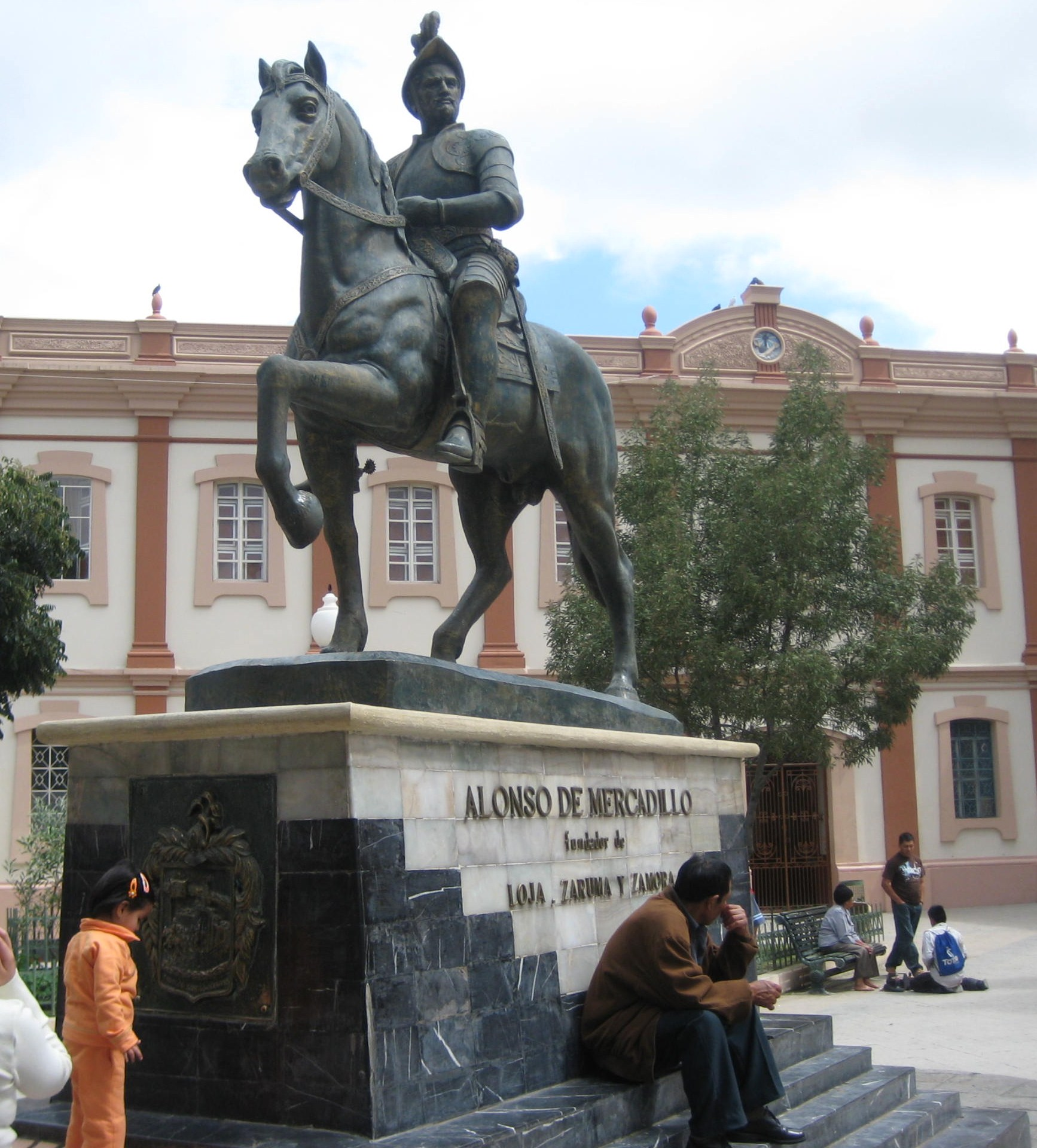
Reiterstatue Alonso de Mercadillos in Loja, Ecuador

Alonso de Mercadillo y Villena (* in Loja, Andalusien; † 1560 in Loja, Neugranada) war ein spanischer Offizier und Städtegründer im Vizekönigreich Neugranada.

## Leben
Als Begleiter des neuen Gouverneurs Felipe Gutiérrez landete er im Jahr 1535 an Bord eines Schiffes an der Nordküste Südamerikas. Innerhalb weniger Jahre stieg er zur „Rechten Hand“ Gonzalo Pizarros auf, des Bruders von Francisco Pizarro, dem Eroberer des Inkareiches. Ende der 1530er Jahre begleitete oder führte er eine Amazonas-Expedition. Ob er allerdings auch an der Seite seines Herren an der Schlacht von Jaquijahuana (1548) teilnahm, ist unklar. Vielmehr gründete er in den Jahren 1548/49 im Auftrag Pedro de la Gascas, eines Sondergesandten der spanischen Krone im Süden des heutigen Ecuador die Städte Loja, Zamora, Zaruma und andere.